# 15 cm Nebelwerfer 41
El 15 cm Nebelwerfer 41 (15 cm NbW 41) era un lanzacohetes múltiple alemán empleado durante la Segunda Guerra Mundial. Fue empleado por las Nebeltruppen del Heer, el equivalente alemán del Cuerpo Químico del Ejército de los Estados Unidos. Estas estaban encargadas del despliegue de las armas químicas y los proyectiles fumígenos. Su nombre se traduce como lanzador de niebla.
Los soldados estadounidenses lo apodaron Mimi la chillona y Minnie gimiente a causa del característico sonido que producían sus cohetes al ser lanzados.

## Historia y desarrollo

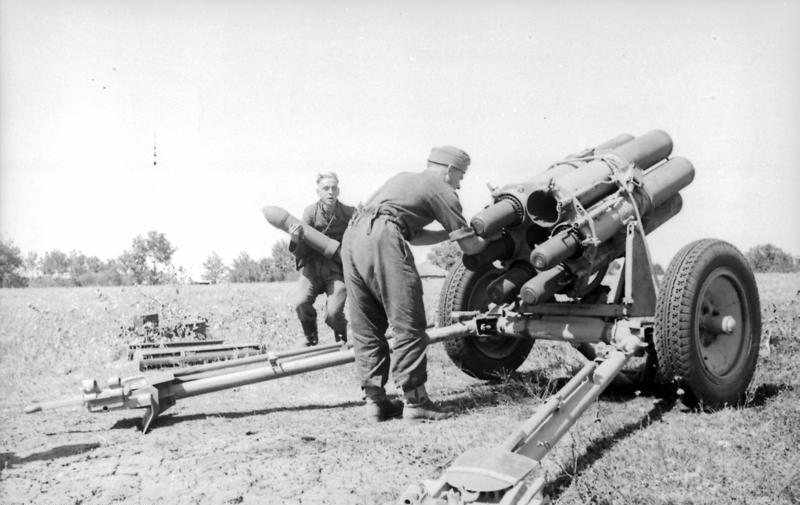
Soldados alemanes recargando un 15 cm Nebelwerfer 41 en Rusia.

El desarrollo de cohetes se había iniciado durante la década de 1920 y mostró sus frutos a fines de la década de 1930. Los cohetes le ofrecían a las Nebeltruppen el lanzamiento de grandes cantidades de gas venenoso o mezcla fumígena simultáneamente. Después de la Batalla de Francia en 1940, se suministró a las tropas el 15 cm Nebelwerfer 41, un lanzacohetes múltiple que podía lanzar cohetes con ojivas químicas (gas venenoso o humo) y de alto poder explosivo. Los cohetes eran lanzados desde un lanzador de seis tubos montado sobre un afuste modificado de 3,7 cm PaK 36, teniendo un alcance máximo de 6.900 m. Durante la guerra se produjeron aproximadamente 5.500.000 cohetes de 150 mm y 6.000 lanzacohetes múltiples.

## Munición

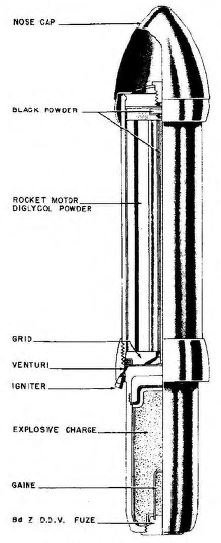
Diagrama esquemático del 15 cm Wurfgranate 41 Spreng.

Al igual que todos los modelos de cohetes alemanes, los 15 cm Wurfgranate 41 estaban estabilizados por rotación para incrementar su precisión. Una característica muy inusual del cohete era que su motor estaba al frente, con las toberas de escape abarcando dos tercios de su cuerpo desde la nariz, en un intento por optimizar la detonación y el efecto de las esquirlas, ya que la ojiva estaría encima del suelo cuando detonaría. Este diseño demostró ser demasiado complejo para producirse en tiempo de guerra y no fue copiado en los posteriores modelos de cohetes. El motor consistía en siete varas de combustible sólido y el anillo de escape tenía veintiséis boquillas Venturi perforadas en un ángulo de 14° para ofrecer rotación. Los cohetes estaban disponibles con ojivas de alto poder explosivo y químicas (humo o gas venenoso). Los cohetes químicos se acumularon en los arsenales, pero no llegaron a emplearse en combate. En Field Rocket Equipment of the German Army 1939-45 se menciona al fosgeno y el gas mostaza como los principales agentes químicos, pero no se describe como se identificaban los cohetes a través del código de anillos de colores. En German and Japanese Solid-Fuel Rocket Weapons se describe el código de anillos de colores, pero solo ofrece códigos oscuros, como M/HA, para el tipo de agente químico contenido en la ojiva.
| Tipo                 | Designación                            | Longitud | Peso    | Peso explosivo | Carga explosiva                                   |
| -------------------- | -------------------------------------- | -------- | ------- | -------------- | ------------------------------------------------- |
| Alto poder explosivo | 15 cm Wurfgranate 41 Spreng            | 979 mm   | 31,8 kg | 2,5 kg         | TNT                                               |
| Fumígeno             | 15 cm Wurfgranate 41 Nebel             | 1,02 m   | 35,9 kg | 3,9 kg         | 30/70 piedra pómez pulverizada/trióxido de azufre |
| Químico              | 15 cm Wurfgranate 41 Gelbring          | 1,02 m   | ?       | 3,5 l          | M/HA                                              |
| Químico              | 15 cm Wurfgranate 41 Grünring          | 1,02 m   | ?       | 2,5 l          | HN-3                                              |
| Químico              | 15 cm Wurfgranate 41 Grünring/Gelbring | 1,02 m   | ?       | 2,6 l          | H                                                 |

## Galería

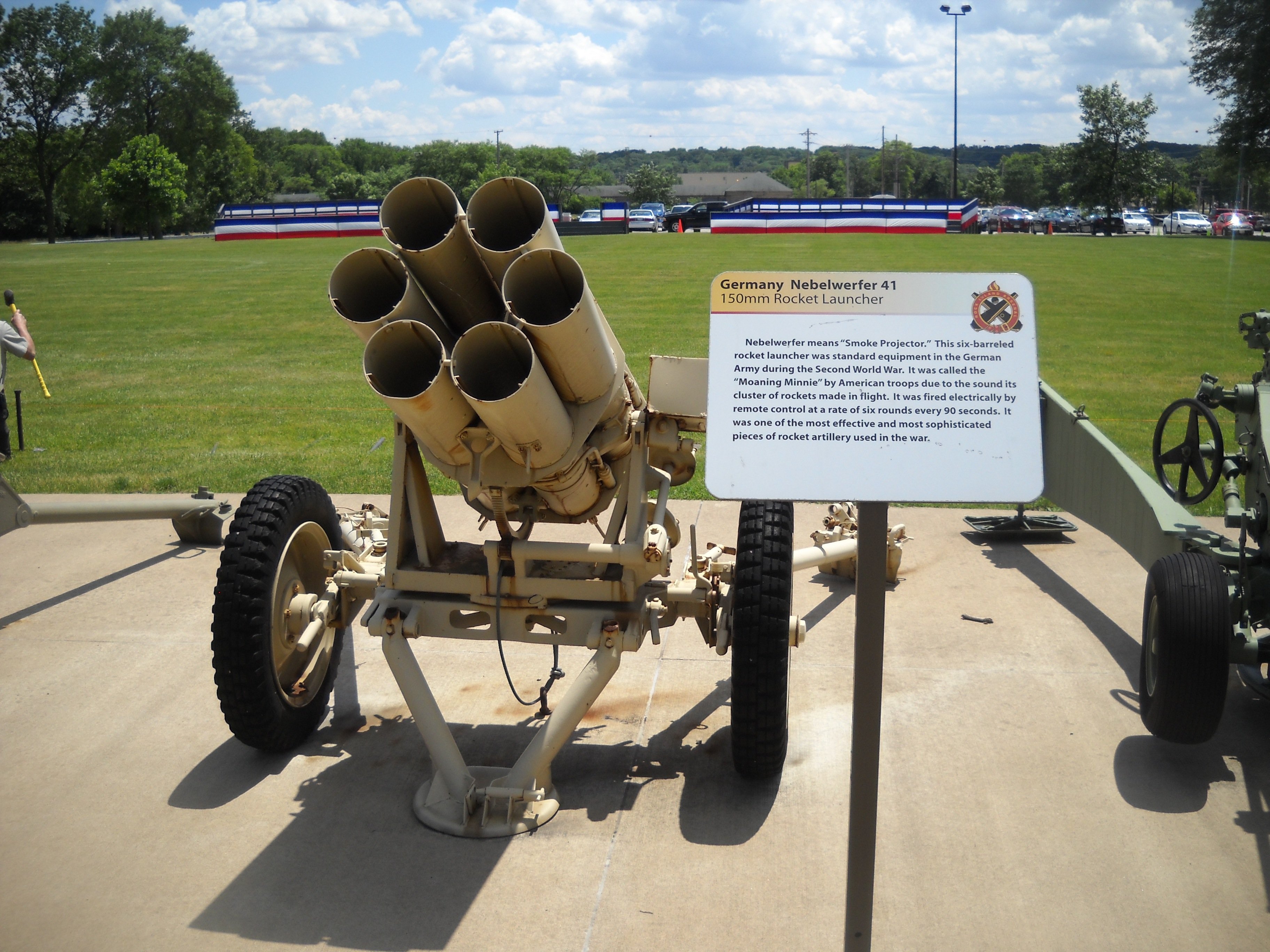
Vista frontal del 15 cm Nebelwerfer 41 del Museo de Rock Island Arsenal.
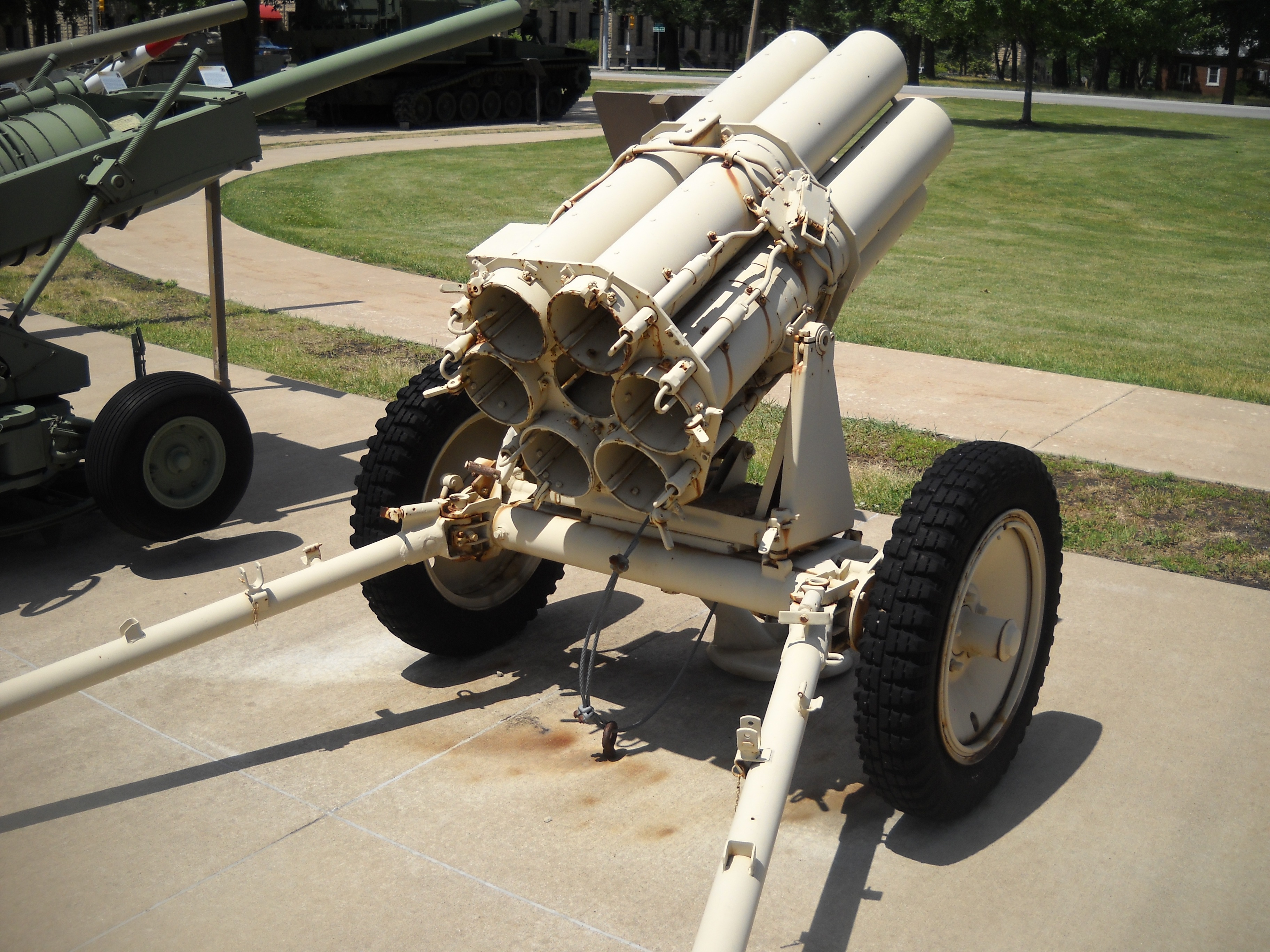
Vista posterior.
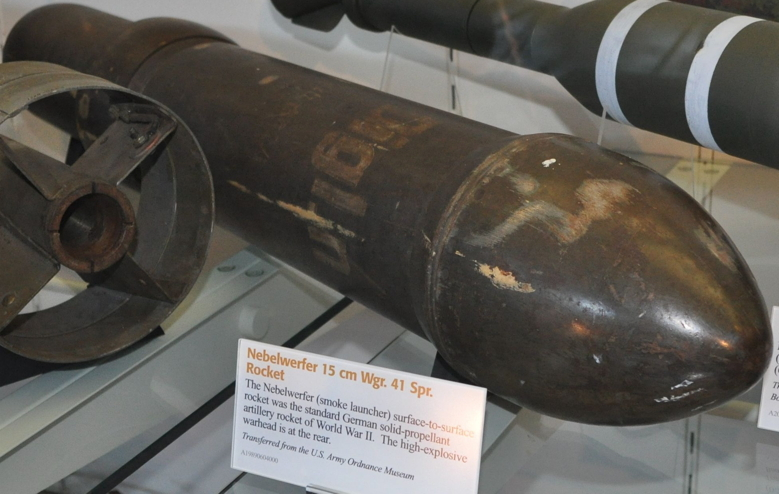
El cohete Wgr. 41 para 15 cm Nbw 41 del Steven F. Udvar-Hazy Center.
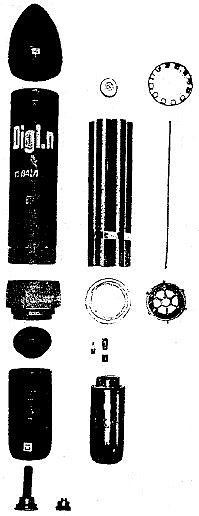
Un 15 cm Wurfgranate 41 Spreng desmontado.